# Байк (река)
Байк или Баик (баш. Байыҡ) — река в Башкирии (Россия), левый приток Тайрука. Протекает по территории Ишимбайского района. Общее падение реки — 175 м.

## Течение
Берёт начало на восточном склоне горы Ташлыгыртау, в лесистой местности. Вначале течёт на северо-восток. У деревни Большебаиково поворачивает на востоко-юго-восток. Перед устьем разделяется на два рукава. Впадает в реку Тайрук с левой стороны, у деревни Кызыл-Юлдуз.

## Населённые пункты
- д. Большебаиково
- д. Кызыл-Юлдуз

## Топографические карты
- Лист карты N-40-89. Масштаб: 1 : 100 000. Состояние местности на 1983 год. Издание 1985 г.